# Schmidt Theater

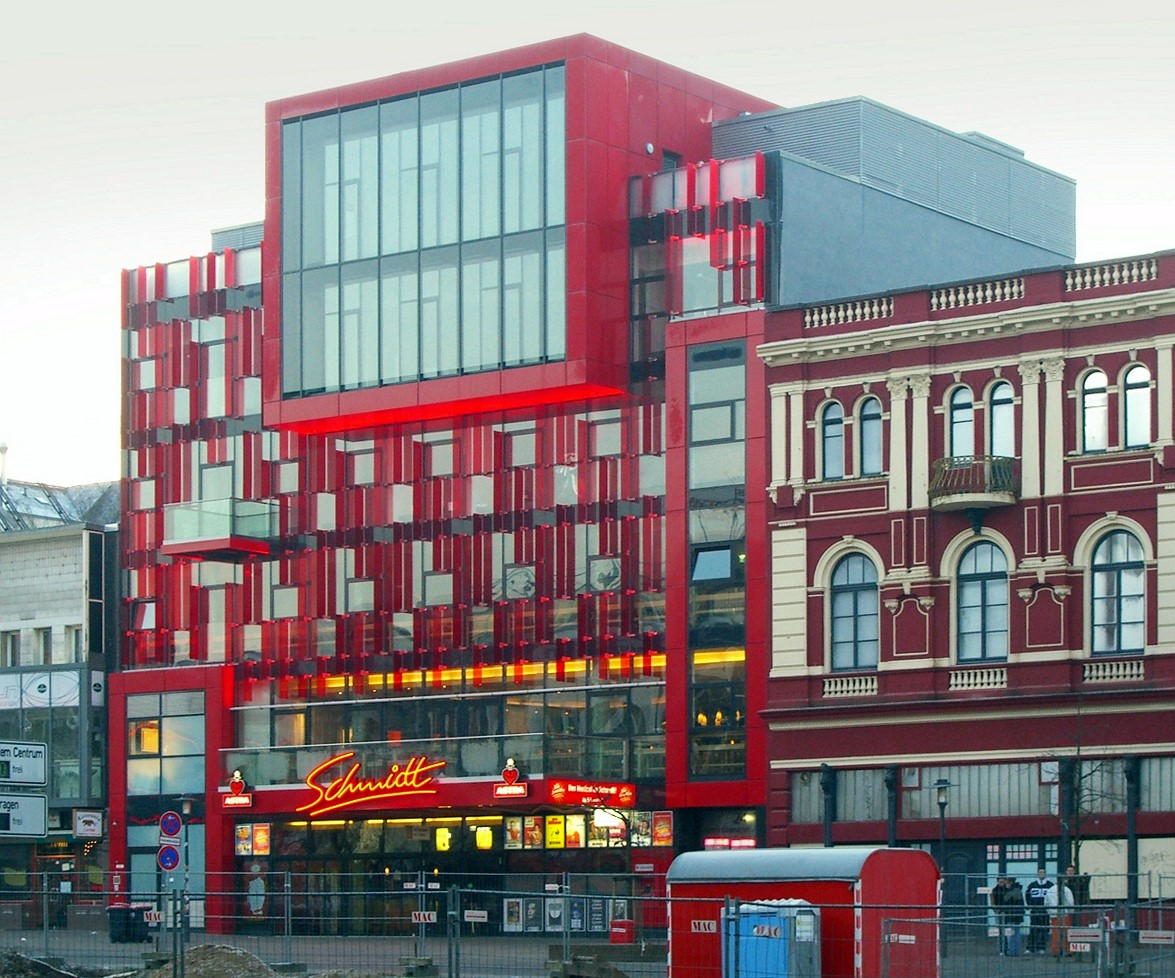
Das neue Schmidt Theater (Januar 2006)

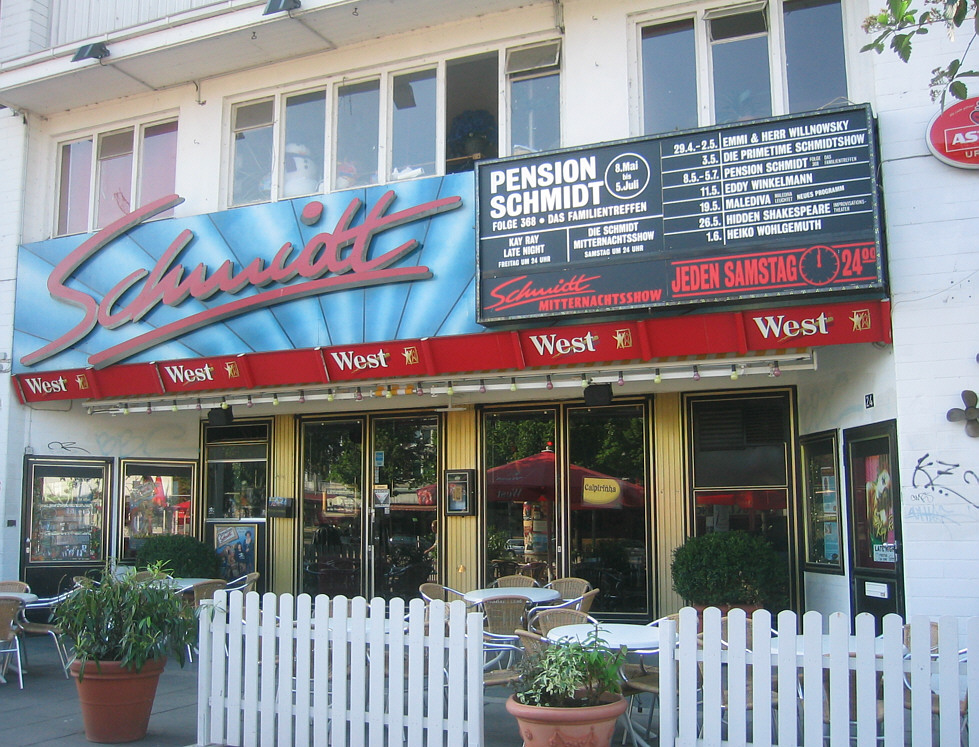
Das alte Schmidt Theater (2003)

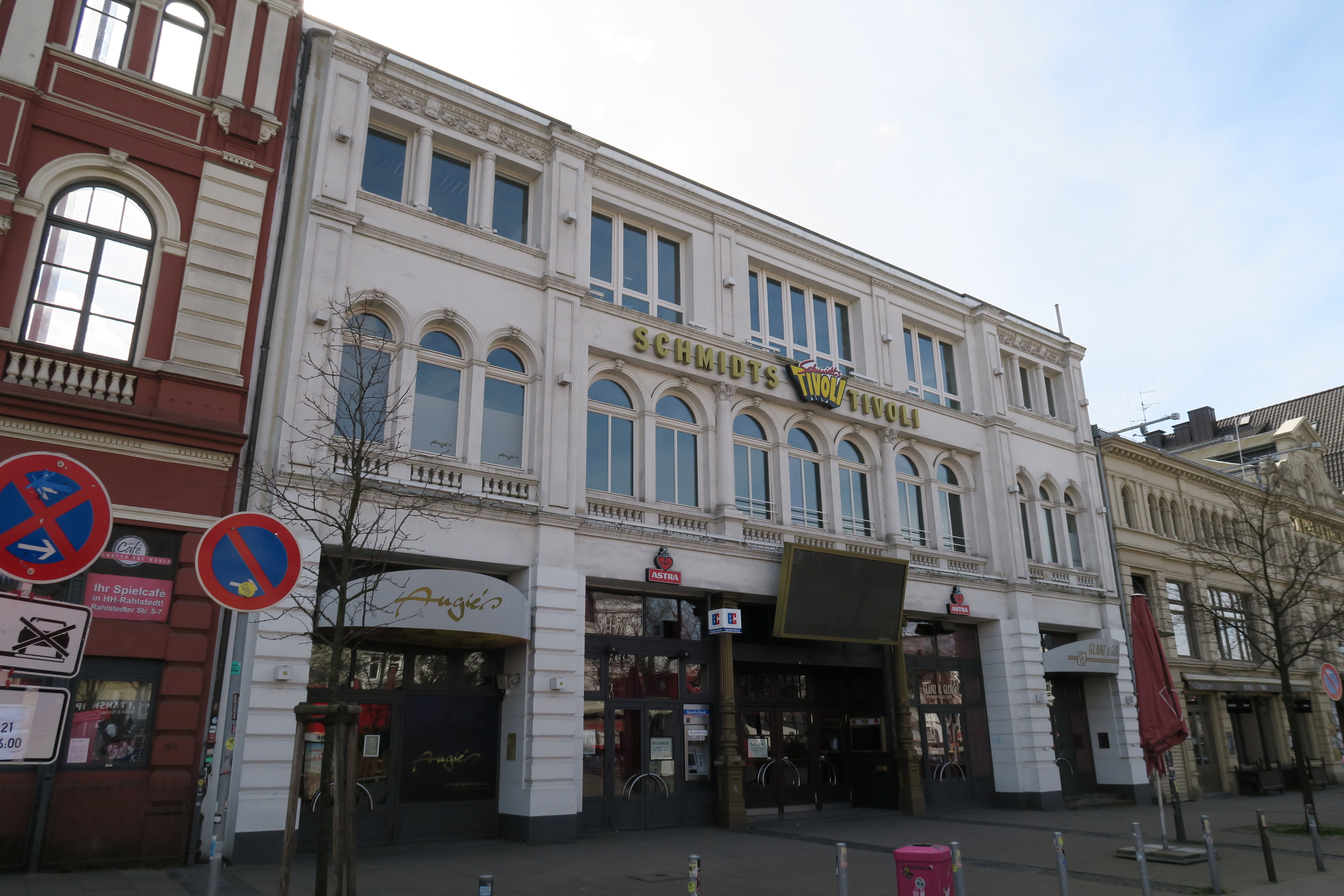
Schmidts Tivoli

Das Schmidt Theater ist ein Privattheater am Spielbudenplatz im Hamburger Stadtteil St. Pauli. Es verfügt über drei Spielstätten, das Schmidt Theater selbst (423 Sitzplätze), das nur wenige Schritte entfernte „Große Haus“ namens Schmidts Tivoli (620 Sitzplätze) und das Schmidtchen (200 Plätze). Das Theater wurde von Corny Littmann mitgegründet. Das Theater arbeitet ohne staatliche Förderung.

## Geschichte
Das Schmidt Theater wurde am 8. August 1988, um 8 Minuten nach 8 (abends), eröffnet. Schmidts Tivoli öffnete am 1. September 1991 im ehemaligen „Zillertal“ seine Türen. Zur Schmidt-Familie gehörten in den Anfangstagen „Herr Schmidt“ (Corny Littmann), Lilo Wanders (Ernie Reinhardt), Mario Rispo und ab 1990 Marlene Jaschke (Jutta Wübbe).
Besonders beliebt war die Mitternachtsshow mit einem Überraschungsprogramm aus professionellen Kleinkunstnummern und Laiendarbietungen. Die einzelnen Nummern dauerten selten länger als wenige Minuten. Diese Mitternachtsshows wurden ab 1989 vom NDR aus dem Schmidt und ab 1993 aus Schmidt, Tivoli und anderen Lokalitäten im Fernsehen übertragen und machten das Schmidt Theater bundesweit bekannt. Es traten Künstler wie Hildegard Knef, Rosenstolz, Olivia Jones, Christine Licht, André Eisermann, Georgette Dee, Udo Lindenberg, Konrad Stöckel, Marianne Rosenberg und Kay Ray auf. Bis 1993 wurde die Mitternachtsshow einmal monatlich gesendet.
2004 musste das alte Schmidt Theater aufgrund von Baufälligkeit abgerissen werden. An seiner Stelle entstand ein Neubau, der seit dem 8. August 2005 das neue Schmidt Theater beherbergt. Trotz der modernen Fassade des neuen Theaters wurde im Inneren der plüschige Charme des alten Schmidt Theaters erhalten.
Auf dem östlich angrenzenden Grundstück wurde 2015 das Schmidtchen eröffnet. Mit bis zu 200 Sitzplätzen ist es der kleinste der drei Veranstaltungsorte.

## Eigenproduktionen
| Schmidt: - Edith Piaf – Ich bereue nichts (auch im Tivoli) - Das Geheimnis der Irma Vep - Emmi – Die Salomé vom Spielbudenplatz - Pension Schmidt - Villa Sonnenschein (ab September 2005) - Die famose Schmidt-Schlagersause - Karamba (ab Juli 2008) - Volles Programm - Oh Alpenglühn! (ab Juli 2011) - Der Räuber Hotzenplotz (ab November 2011) - Cavequeen (Coproduktion mit Theater Mogul) - Es war einmal – 7 Märchen auf einen Streich - Die Königs vom Kiez (ab September 2013) - Der Kleine Störtebeker (ab November 2014) - Cindy Reller (ab 2016) - Tschüssikowski! - Die abgefahrene Urlaubsrevue (ab Juli 2018) - Die Königs schenken nach! (ab Juni 2022) | Tivoli: - Ladyboys - Beiß mich! Ich will das Leben spüren! - Marlene Jaschke ist CARMEN - Fifty-Fifty - Im weißen Rößl - Cabaret - Oscar! Die Kinorevue - Sixty-Sixty - Ein Sommernachtstraum - Swinging St. Pauli - Elling (Deutsche Erstaufführung) - Heiße Ecke (ab September 2003) |

Koordinaten: 53° 32′ 57″ N, 9° 57′ 49,9″ O